# Last of the Time Lords
"Last of the Time Lords" (KBS 방영 제목: 〈타임로드의 최후〉)는 영국의 SF 드라마 《닥터 후》 시즌 3의 마지막 열두번째 에피소드이다. 2007년 6월 30일 BBC One에서 처음으로 방영되었다. 총 3부로 구성된 이야기 중 2부에 해당되는 에피소드로, "Utopia", "The Sound of Drums"로 이어진다. 감독은 콜린 티그, 각본은 총괄프로듀서 러셀 T 데이비스가 맡았다.
이번 에피소드의 무대는 전편인 "The Sound of Drums"로부터 1년이 흐른 시점으로 잡혀 있다. 지구 침공에 성공한 마스터 (존 심)이 지구인을 노예로 삼은 다음, 나머지 우주를 정복하기 위한 우주함선 건설에 동원하고 있었다. 예비 의사 출신이었다 닥터의 동행자, 이제는 지구의 수호자로 나서야 하는 마사 존스 (프리마 아저맨)은 마스터의 계획을 저지하기 위해 지난 1년간 온 지구를 돌아다니다 마침내 돌아오면서 시작되는 이야기를 다루고 있다.

## 줄거리
토클라페인이 지구를 침공하고 마스터가 지구를 접수한 지 1년 뒤, 인류는 멸종 위기에 처해 있었다. 발리언트호에서 빠져나온 마사 존스는 마스터 진영의 추적을 피해 전세계를 돌아다니고 있었다. 다시 영국으로 돌아온 마사는 의사 토마스 밀리건과 도커티 교수님과 재회하는데 두 사람 역시 마스터에 맞선 지하공작을 펼치고 있었다. 마사는 두 사람에게 마스터에게 해치울 만한 총기를 만드는 데 필요한 부품 네 가지를 찾고 있다고 밝힌다.
마사와 도커티, 토마스는 토클라페인 한 마리를 포획한다. 그리고 자세히 연구해본 결과, 토클라페인은 먼 미래에 야나 교수가 로켓에 태워 '유토피아'로 보냈다던 마지막 인류라는 충격적인 사실을 깨닫는다. 육체는 분해되어 금속구로 조립되고, 정신은 애들 수준으로 되돌려 놓은 상태였다. 마스터가 만든 패러독스 머신이라는 것도 사실 이들이 먼 미래에서부터 과거로 건너오도록 틈새를 열고, 또 자기네 선조 인류를 죽이면서도 시간적인 모순이 발생하지 않도록 버티게 만든 것이었다. 이후 마사와 토마스는 총기 제작에 필요한 마지막 부품을 찾아 나서는데, 도커티는 손자에 관한 정보를 대가로 마사의 위치를 마스터에게 넘기며 배신한다.
마스터의 추적을 피하다 결국 막다른 길에 다다른 마사. 마스터는 총기를 파괴하고 마사를 도로 발리언트호로 데려가, 폭삭 늙어버려 힘을 쓸 수 없는 10대 닥터의 면전에서 죽여버리기로 결심한다. 그 때 마사는 사실 4부품 구성 총기라는 것은 도커티 교수가 마사로 하여금 마스터에게 돌아가도록 지어낸 이야기라는 사실을 밝힌다. 마사의 진짜 목적은 마스터가 우주전쟁을 위해 준비한 로켓 함대의 발사 카운트다운이 끝나는 순간, 살아남은 지구인들에게 머릿속에 '닥터'라는 단어를 떠올려 각인시키려는 것이었다. 같은 시점에서 닥터는 지난 1년 동안 자기 스스로를 마스터의 아크엔젤 위성망에 정신 동화를 시키는 밑작업을 끝내둔 상태였다.
카운트다운이 끝나고 전세계 모든 사람의 머릿속에 '닥터'가 떠오르는 순간, 아크엔젤 위성망은 지구인들의 집단 정신 에너지를 모아주는 매개체가 된다. 그 정신 에너지를 받아 순식간에 회춘한 닥터는 철창을 풀고 마스터를 패배로 몰아넣는다. 마침 잭이 나서서 패러독스 머신을 파괴하자, 지구는 토클라페인이 나타나기 전 시간대로 원상복구된다. 닥터가 마스터의 운명을 어떻게 할 것인가 고민하는 사이, 갑자기 마스터의 아내 루시가 마스터를 총으로 쏜다. 재생성하라는 닥터의 다그침에도 마스터는 거절하고 닥터의 품 속에서 숨을 거둔다. 또다시 타임 로드 최후의 생존자가 되어버린 닥터는 마스터의 시신을 장작더미 위에 올려 화장한다. 이후 닥터는 잭을 토치우드로 돌려보내고, 마사는 지난 1년간 발리언트호에서 갖은 수모를 당했던 가족들을 챙기기 위해 닥터의 곁을 떠나기로 결심한다. 닥터에게 자신의 휴대폰을 건내 혹시 연락할 일이 있다면 연락하겠다고 말하는 마사.
에피소드의 마지막은 마스터의 화장터에 남아 있는 재 속에서 마스터의 반지를 의문의 여성이 손으로 집어드는 동시에 웃음소리가 들리는 장면, 그리고 마사를 떠나보낸 닥터가 타디스를 출발시켰다가 '타이타닉호'의 선두가 타디스 조종실 벽을 뚫고 들어온 난데없는 상황으로 마무리된다.

### 다른 에피소드와의 연관성
에피소드 해설에 따르면, 각본을 맡은 러셀 T 데이비스는 잭의 별명으로 불리는 '보의 얼굴'이 사실 보의 얼굴의 기원과 연관이 있다는 '가설'이라 설명한다. 그러자 함께 총괄프로듀서를 맡은 줄리 가드너가 러셀에게 두 캐릭터가 같은 인물이라는 "헛박자는 그만해달라"고 말한다. 데이비스는 "Gridlock"에서도 보의 얼굴이 닥터를 "오랜 친구"라 말하는 대사가 있다며, 그와 닥터 간에 강한 연관성이 있다는 식으로 설명한다. 또 화장터에서 마스터의 반지를 집어드는 손은 라니의 손이라는 농담도 던진다. 그리고 마스터의 반지를 다시 집어드는 연출은 추후 마스터를 되살릴 가능성을 열어두기 위한 것이라고 해명했다. 이는 실제로 2009년 〈The End of Time〉에서 해롤드 색슨의 제자인 미스 트리퓨시스 (Miss Trefusis)의 손이었음이 밝혀진다.
마스터는 올드 시즌 시절 외계 종족인 바다악마(1972년 〈The Sea Devils〉에서 3대 닥터와 마스터가 함께 조우)와 액손(1971년 〈The Claws of Axos〉에서 조우)을 만나봤다고 언급한다. 지구는 '솔 3' (Sol 3)라는 이름으로 불리는데 이는 태양 (솔)에서 세번째에 위치한 행성이란 뜻으로, 〈The Deadly Assassin〉 (1976년)에서도 불린 이름이다. 마스터의 레이저 스크류드라이버는 '동형 제어' (Isomorphic controls) 기능이 탑재되었다고 하는데, 이 역시도 1975년 〈Pyramids of Mars〉에서 닥터가 타디스 조종실에 추가한 기기이다. 이밖에도 "Smith and Jones", "Utopia", "The Sound of Drums"의 한 장면이 본 에피소드에서 등장한다.
마사는 UNIT과 토치우드가 수십 년 동안 타임로드를 연구해 왔다고 밝힌다. 토치우드는 "Tooth and Claw"에서 닥터를 추적하기 위한 전용 기관으로 설립되었으며, UNIT은 닥터가 아예 1970~80년대에 UNIT 소속으로 활동한 적이 있다. 닥터가 UNIT에서 활동하던 시절을 다룬 올드 시즌 8에서는 아예 한 시즌을 할애하여 마스터에 관한 이야기를 소개하고 있으며, 시즌 마지막 시리얼인 〈The Dæmons〉 (1971)에서는 마스터가 UNIT에 체포된다. 한편 2007년 자선 프로그램 칠드런 인 니드 특집 미니에피소드 "Time Crash"는 본 에피소드의 마지막 몇 분을 도입부로 취하고 있다.
마사 존스가 일 년 동안 지구 곳곳을 다닌 여정과 이야기는 뉴시리즈 어드벤처 사의 소설 《The Story of Martha》에서 다루고 있다. 닥터의 동행자 역할에서 하차한 마사 존스는 이후 뉴 시즌 4 에피소드 "The Sontaran Stratagem"에서 소아과 의사인 토마스 밀리건과 약혼 상태인 것으로 등장했다가, 10대 닥터의 마지막 에피소드인 〈The End of Time〉에서는 미키 스미스와 결혼하게 된다.

### 그 외 요소의 언급
마스터는 늙어버린 닥터가 꼭 J. R. R. 톨킨의 소설 《반지의 제왕》에 나오는 간달프 같다고 조롱한다.
마스터가 보내는 방송을 수신하기 위해 텔레비전을 수리하는 동안 도커티 교수는 《카운트다운》 (Countdown)이라는 영국 채널 4의 단어 맞추기 퀴즈쇼를 즐겨 봤던 추억을 회상한다. "데스가 진행자를 넘겨받은 뒤로 예전만 못했어. 데스가 두 명이었는데."라는 대사는 2005년 해당 퀴즈쇼의 진행자 존 리처드 휘틀리의 사망으로 데스 라이넘과 데스 오코너가 진행을 맡게 된 것을 말한다.
토클라페인 한 마리를 분석해 뽑아낸 데이터를 살펴보다 컴퓨터가 오류를 일으키자 도커티 교수는 "빌 게이츠를 그리워할 줄 상상이나 했겠어?" (Who ever thought that we would miss Bill Gates?)란 말을 한다.

### 리뷰
- 더 스테이지 - Last of the Time Lords:  보관됨 2011-07-20 - 웨이백 머신
- Last of the Time Lords reviewed at OFF THE TELLY